# Mc Roger
Rogério Dinis, noto anche con lo pseudonimo di MC Roger (...), è un cantante mozambicano di Ragga, conosciuto per presentazione di un programma tv chiamato Musicas D'Africa, che ha fatto un importante lavoro di divulgazione delle musiche africane.